# Palpomyia guarani
Palpomyia guarani är en tvåvingeart som beskrevs av Lane 1946. Palpomyia guarani ingår i släktet Palpomyia och familjen svidknott. Inga underarter finns listade i Catalogue of Life.